# Yul Brynner
Yul Brynner (11 tháng 7 năm 1920 – 10 tháng 10 năm 1985) là một diễn viên điện ảnh và sân khấu sinh ra ở Nga Hollywood và Broadway đoạt Giải Oscar. Ông đã diễn trong nhiều phim và kịch ở Hoa Kỳ. Ông nổi tiếng nhất với vai vua Xiêm trong vở nhạc kịch của Rodgers & Hammerstein có tựa The King and I (Quân vương và thiếp) và vai vua Rameses II trong bộ phim năm 1956 của Cecil B. DeMille có tựa The Ten Commandments và vai Chris Adams trong The Magnificent Seven.
Ông nổi bật với giọng trầm và sâu và đầu cạo trọc được ông giữ như một nhãn hiệu cá nhân sau khi dùng trong vở The King and I.
Tên lúc sinh ra của ông là Yuliy Borisovich Brynner (tiếng Nga: Юлий Бори́сович Бри́ннер) tại Vladivostok, Nga. Mẹ ông, Marusya Blagovidova (tiếng Nga: Маруся Благовидова), là con gái của một bác sĩ người Nga và cha ông, Boris Brynner (tiếng Nga: Борис Бриннер), là một nhà phát minh và một kỹ sư có dòng máu Thụy Sĩ và Mông Cổ 1/16. Ông được đặt tên là Yul theo tên ông nội Jules Brynner.

## Danh sách các phim

### Phim nổi bật
- Port of New York (1949)
- The King and I (1956)
- The Ten Commandments (1956)
- Anastasia (1956)
- The Brothers Karamazov (1958)
- The Buccaneer (1958)
- The Journey (1959)
- The Sound and the Fury (1959)
- Solomon and Sheba (1959)
- Once More, with Feeling! (1960)
- Testament of Orpheus (1960)
- Surprise Package (1960)
- The Magnificent Seven (1960)
- Goodbye Again (1961)
- Escape from Zahrain (1962)
- Taras Bulba (1962)
- Kings of the Sun (1963)
- Flight from Ashiya (1964)
- Invitation to a Gunfighter (1964)
- Morituri (1965)
- Cast a Giant Shadow (1966)
- The Poppy Is Also a Flower (1966)
- Return of the Seven (1966)
- Triple Cross (1966)
- The Double Man (1967)
- The Long Duel (1967)
- Villa Rides (1968)
- The Picasso Summer (1969)
- The File of the Golden Goose (1969)
- Trận đánh Neretva (1969)
- The Madwoman of Chaillot (1969)
- The Magic Christian (1969)
- Adiós, Sabata (1971)
- The Light at the Edge of the World (1971)
- Romance of a Horsethief (1971)
- Catlow (1971)
- Fuzz (1972)
- Night Flight from Moscow (1973)
- On Location with Westworld (1973)
- Westworld (1973)
- The Ultimate Warrior (1975)
- Death Rage (1976)
- Futureworld (1976)
- Lost to the Revolution (1980)

## Danh sách kịch Broadway
- Twelfth Night (2 tháng 12 - 13 tháng 12 năm 1941)
- The Moon Vine (11 tháng 2 - 27 tháng 2 năm 1943)
- Lute Song (6 tháng 2 - 8 tháng 6 năm 1946)
- The King and I (29 tháng 3 năm 1951 - 20 tháng 3 năm 1954)
- Home Sweet Homer (4 tháng 1 năm 1976)
- The King and I (phục hồi) (2 tháng 5 năm 1977 - 30 tháng 12 năm 1978)
- The King and I (phục hồi) (2 tháng 1 - 30 tháng 6 năm 1985)